# Breda Pavlič
Breda Pavlič, slovenska sociologinja in komunikologinja, diplomatka * 3. maj 1946, Ljubljana
Pavličeva je leta 1969 diplomirala na Filozofski fakulteti v Ljubljani, ter na FSNP 1977 doktorirala iz komunikoloških znanosti.
Pavličeva je bila zaposlena na FSPN,. od 1984 kot izredna profesorica za komunikologijo, nato pri UNESCU kot programska strokovnjakinja; od 1989 do 1993 pa je bila predstavnica te organizacije v Kanadi. Leta 1993 pa je prevzela mesto višje programske strokovnjakinje UNESCA v Parizu.